# A. J. Edds
(en) Statistiques sur pro-football-reference
A. J. Edds (né le 18 septembre 1987 à Greenwood) est un joueur américain de football américain. Il joue actuellement avec les Jets de New York.

## Carrière

### Université
Edds étudie à l'université de l'Iowa où il joue dans l'équipe de football américain des Hawkeyes.

### Professionnel
A. J. Edds est sélectionné au quatrième tour du draft de la NFL de 2010 par les Dolphins de Miami au 119e choix. Lors du camp d'entraînement 2010, il se blesse gravement au ligament intérieur du genou et rate sa saison de rookie. En 2011, il est retenu dans l'effectif pour l'ouverture de la saison mais il est libéré le lendemain de sa sélection.
Le 6 septembre, il signe avec les Patriots de la Nouvelle-Angleterre avec qui il entre au cours de deux matchs avant d'être libéré le 22 septembre. Six jours plus tard, il signe avec les Colts d'Indianapolis.

## Palmarès
- Seconde équipe de la conférence Big 10 2009 par les entraîneurs